# Otočec
Otočec  je sídlo ve Slovinsku. Leží na jihovýchodě země, na řece Krka, v historickém regionu Dolní Kraňsko (Dolenjsko), statistického Jihovýchodního slovinského regionu a městské občiny Novo mesto.  
V roce 2023 zde žilo 867 obyvatel. 

## Historie

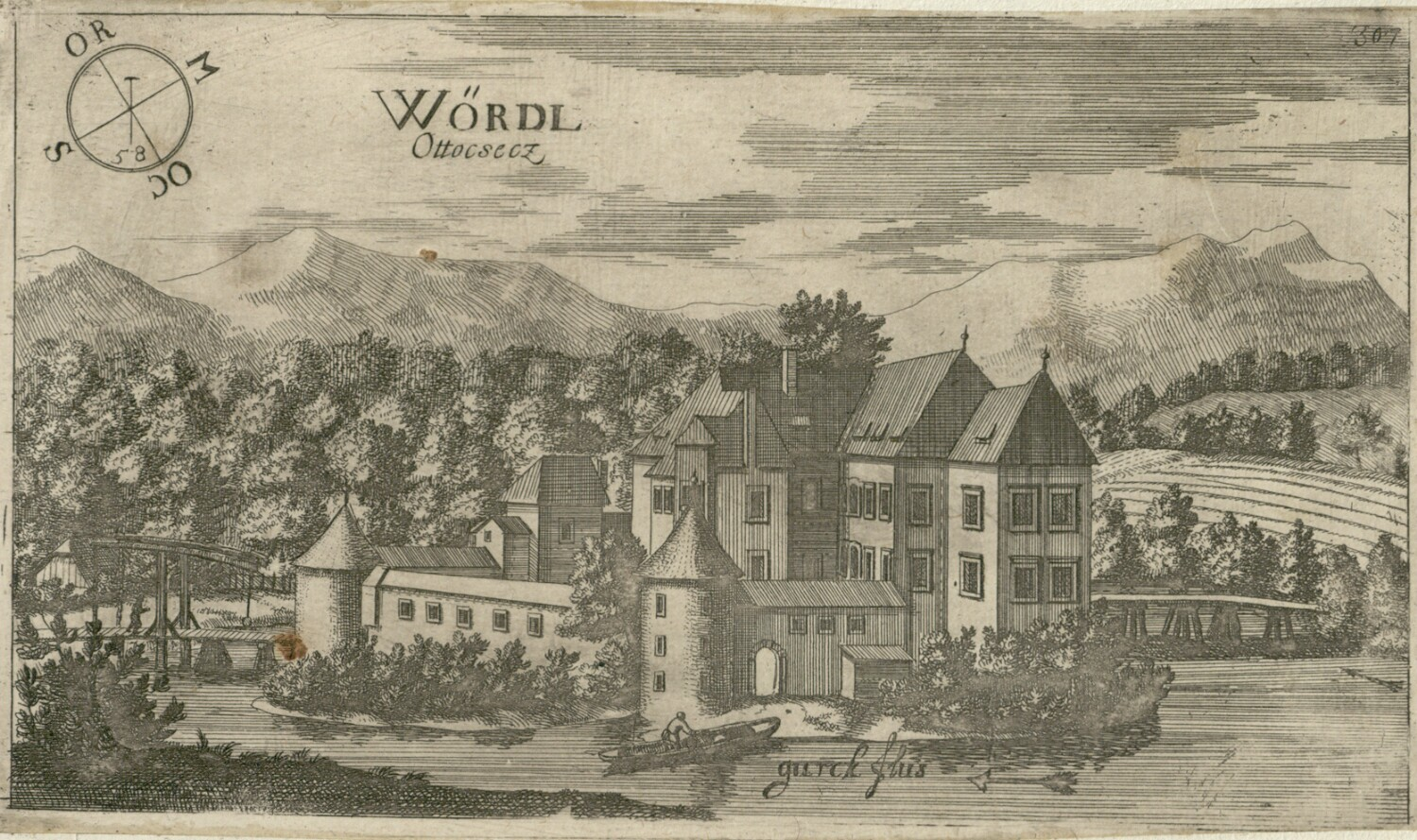
Hrad na rytině z roku 1679

Sídlo je vrcholně středověkého původu. V roce 1360 se připomíná písemně jako tržní ves a jmenovala se podle patrona kostela Šentpeter, nebo Šent Peter. Název byl úředně změněn roku 1948.
Velkým rozvojem sídlo prošlo během slovinského národního obrození od druhé poloviny 19. století, kde zde byla založena pošta, škola, dále založeny dva katolické kulturní a vzdělávací spolky a podle českého vzoru tělocvičná jednota Sokol.

## Památky

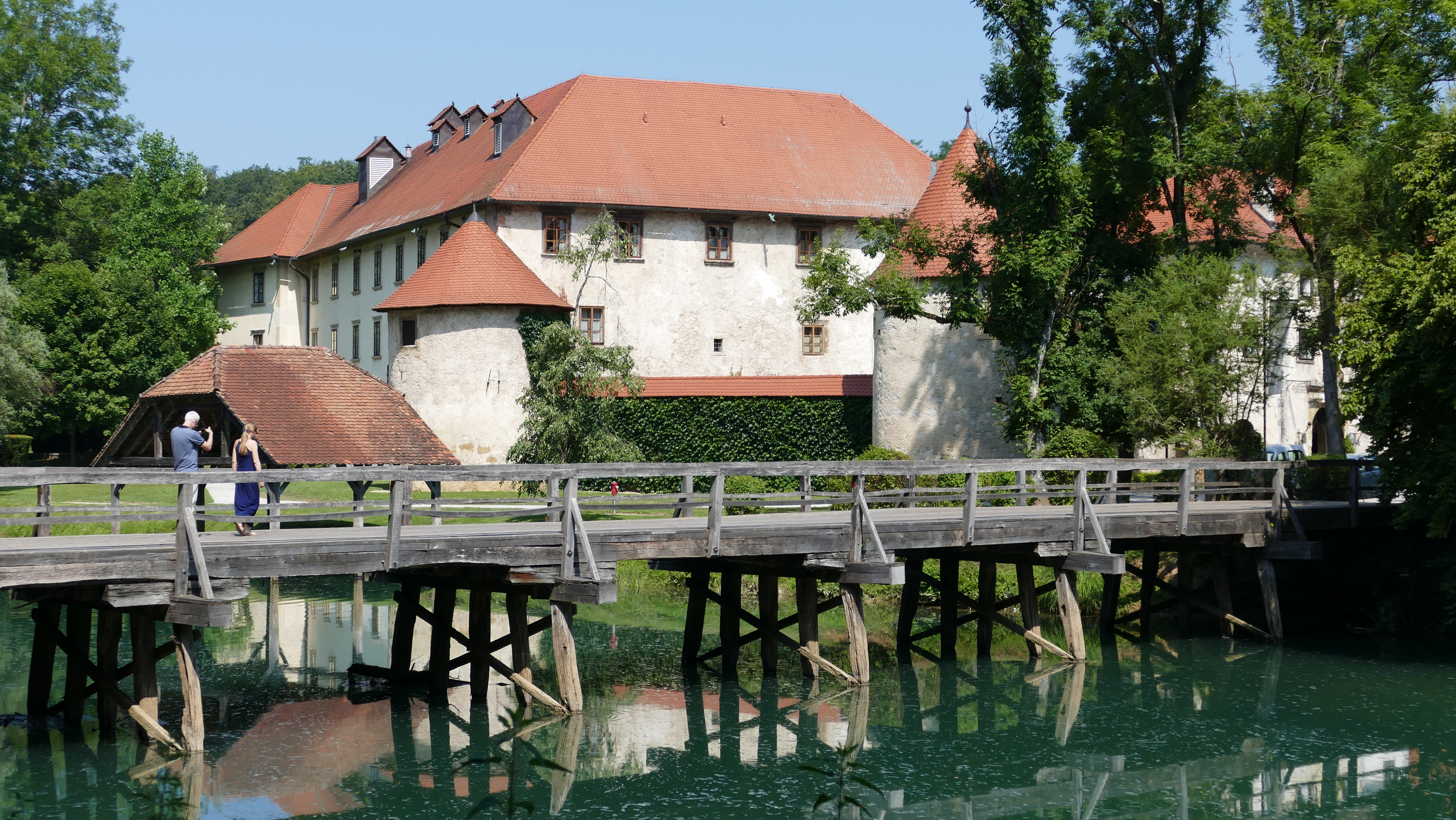
Hrad Otočec v současnosti

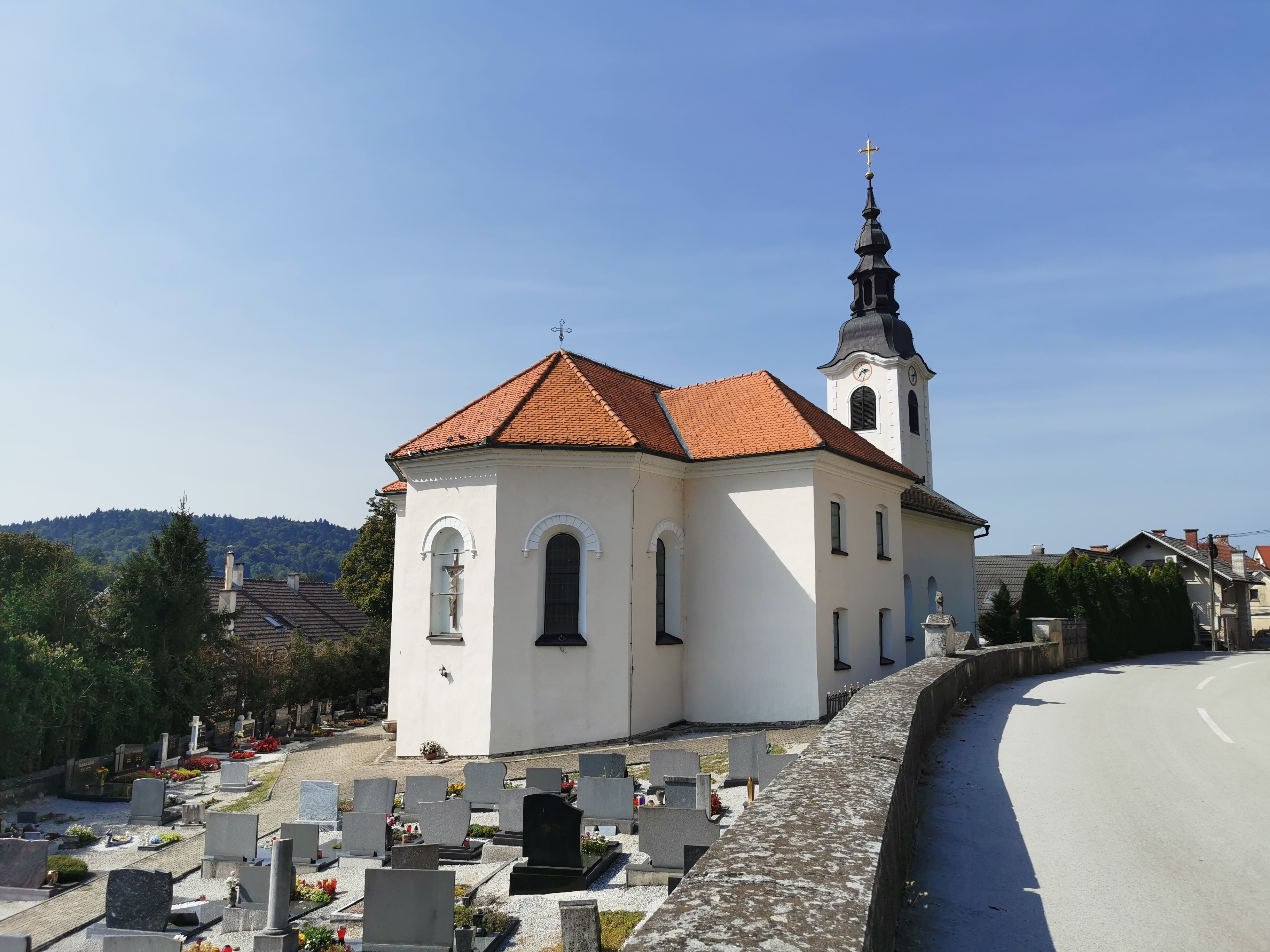
Kostel sv. Petra v okovech

- Hrad Otočec (něnecky Wördl) -  stojí na největším ze 30 malých ostrůvků uprostřed řeky Krky, východně od obce. Je obehnaný vodním příkopem a spojen s oběma břehy řeky dvěma dřevěnými mosty. Poprvé je písemně zmiňován ve 13. století, kdy byl postaven  jako rezidence biskupů z Freisingu. V roce 1252 byl obehnán hradbou s válcovými bastiony. V 15. století patřil italské šlechtické rodině  Villandres, v 16. století jej dal přestavět rytíř Ivan Lenkovič, hejtman ze Senje. V 19. století zde bydlel slovinský spisovatel Ivan Tavčar. Je to jediný vodní hrad ve Slovinsku a nyní slouží jako luxusní hotel.
- Farní kostel sv. Petra v okovech (slovinsky Cerkev sv. Petra pod katerem) se hřbitovem, trojlodní bazilika na gotických základech ze 14. století; poprvé písemně zmíněn roku 1405, přestavěn v 17. a v 19. století, patří k římskokatolické diecézi Novo Mesto

## Sport
- Sportovní tradice je spojena se založením Sokola na přelomu 19. a 20. století
- Na ostrově s hradem je loděnice (na jižním kanálu), golfové hřiště a zámecký zážitkový park.
- Tenisové kurty - na nich se každoročně v květnu pořádá mezinárodní tenisový turnaj žen ITF.

## Osobnosti
- Ivan Tavčar (1851–1923), slovinský spisovatel
- Janez Trdina (1830–1905), slovinský spisovatel a folklorista
- Hrabě Albin Margheri-Comandona (1831-1899), rakouský šlechtic a politik, hrobka na místním hřbitově